# Relaciones Chile-Santa Sede
{{Ficha de relaciones bilaterales
```
| entidad1     = Chile
```

| entidad2     = Santa Sede
| mapa     = Chile Holy See Locator.png
| color1     = #008000
| color2     = #ff8040
```
| misión1     = Embajada chilena ante la 
Santa Sede
```

| misión2     = Nunciatura apostólica en Santiago de Chile
| clase_representante1     = Embajador
| representante1     = Octavio Errázuriz
| clase_representante2     = Nuncio apostólico
| representante2     = Alberto Ortega Martín
}}
Las relaciones Chile-Santa Sede son las relaciones internacionales entre la República de Chile y la Santa Sede.

## Historia

### SigloXIX
Tras la independencia de Chile de España, y durante toda la primera mitad del siglo XIX, las relaciones bilaterales estuvieron determinadas por la insistencia del gobierno chileno para lograr que la Santa Sede reconociese a sus gobernantes el derecho de patronato y la reticencia de la Sede Apostólica a otorgarlo para no abrir un foco de conflicto con España.
En 1821, se constituyó en Roma José Ignacio Cienfuegos, como enviado extraordinario y ministro plenipotenciario del gobierno de Bernardo O’Higgins, pero su misión no obtuvo resultados. Tres años más tarde, la Santa Sede envió a Santiago una comisión integrada por el monseñor Juan Muzi como vicario apostólico, el canónigo Juan María Mastai (el futuro papa Pío IX) y el presbítero José Sallusti, siendo obstaculizada por el gobierno de Ramón Freire. Cienfuegos viajó nuevamente a la Santa Sede en 1827, logrando obtener el nombramiento de Manuel Vicuña Larraín como vicario apostólico de Santiago, y el suyo propio como vicario capitular de Concepción, siendo ambos instituidos en propiedad, en sus diócesis, por el papa Gregorio XVI, en 1832. En 1840, se comisionó al encargado de negocios de Chile en Francia, Francisco Javier Rosales, para que negociara el reconocimiento de la Santa Sede a Chile como una república independiente, lo que consiguió exitosamente. En la misma oportunidad, la Santa Sede elevó a Santiago como sede metropolitana y fueron creadas las diócesis de Coquimbo y de Chiloé.
Uno de las controversias de mayor complejidad que afectaron las relaciones entre la Santa Sede y Chile hacia finales del siglo XIX fue la sucesión en la arquidiócesis de Santiago de Chile luego de la muerte del titular Rafael Valentín Valdivieso en 1878. El cabildo eclesiástico eligió como sucesor a Joaquín Larraín Gandarillas, mientras que el gobierno chileno, basado en el derecho de patronato (que no le había sido concedido por la Santa Sede), eligió a Francisco de Paula Taforó como arzobispo, basándose en la Constitución de 1833. Debido a que la Santa Sede consideraba a Taforó partidario de ideas liberales, no cursó su designación. La situación se mantuvo en un statu quo durante la Guerra del Pacífico, reactivándose en septiembre de 1881, una vez asumida la presidencia por el liberal Domingo Santa María. El presidente Santa María no sólo avaló a Taforó, sino que insistió reiteradamente a través del plenipotenciario chileno en Roma para que la Santa Sede lo reconociera como arzobispo. Ante esto, llegó desde Roma en mayo de 1882 la misión del delegado apostólico Celestino del Frate, quien terminó por ser expulsado del país en enero de 1883, suspendiéndose además las relaciones bilaterales. Durante ese periodo de alejamiento, fueron promulgadas las denominadas leyes laicas (1883-1884), con las cuales el Estado de Chile pasó a desempeñar las funciones civiles que poseía hasta entonces la iglesia católica, tales como el establecimiento de cementerios, los matrimonios y el registro civil. Entre 1884 y 1886, Santa María, valiéndose de su amistad con el Subsecretario de Estado de la Santa Sede, Mario Mocenni, retomó el diálogo con la Santa Sede para llegar a un arreglo, insistiendo en que se provea el arzobispado de Santiago, el obispado de Concepción y el de Ancud con nuevos clérigos, a los que finalmente acepta la Santa Sede. Finalmente, en 1886 el presidente José Manuel Balmaceda propuso como arzobispo de Santiago a quien había sido su profesor, monseñor Mariano Casanova, nombre que fue aprobado por el papa León XIII, quien lo designó como tal en 1887, dándose por superada la controversia.

### SigloXX
Tras el affaire por la sucesión arzobispal, las relaciones diplomáticas mejoraron paulatinamente, al punto que, en 1907, Chile estableció su primera misión residente en la Santa Sede. Además, a propósito de las negociaciones previas a la redacción de la Constitución de 1925, en la cual se estableció la separación entre Iglesia y Estado en Chile, el presidente Arturo Alessandri Palma sostuvo una audiencia con el papa Pío XI, quien comisionó al Secretario de Estado de la Santa Sede, Pedro Gasparri, para acordar los términos en que se debía llevar a cabo la separación, que terminó dándose mediante fórmulas conjuntas de traspaso de competencias. Entre las décadas de 1920 y 1970, las relaciones entre el gobierno chileno y la Santa Sede gozaron de relativa tranquilidad, estando la iglesia católica chilena más abocada al desarrollo de la doctrina social de la Iglesia que a los asuntos políticos, en virtud de la nueva Constitución.
Según cables diplomáticos dados a conocer por Wikileaks, la Santa Sede apoyó a través del cardenal italiano Giovanni Benelli, subsecretario de Estado de la Santa Sede, en representación del papa Pablo VI a los esfuerzos estadounidenses para derrocar al gobierno socialista de Salvador Allende en 1973, manifestando que las denuncias de represión de la dictadura de Augusto Pinochet eran parte de una «propaganda izquierdista» y que no tenían fundamento en la realidad. La Conferencia Episcopal de Chile, sin embargo, ha desmentido tales hechos, señalando que la Santa Sede siempre apoyó la labor eclesiástica en defensa de los perseguidos en dictadura, recordando el papel desempeñado por el cardenal Raúl Silva Henríquez en la defensa de los derechos humanos y la creación del Comité Pro Paz y de la Vicaría de la Solidaridad entre 1973 y 1975.

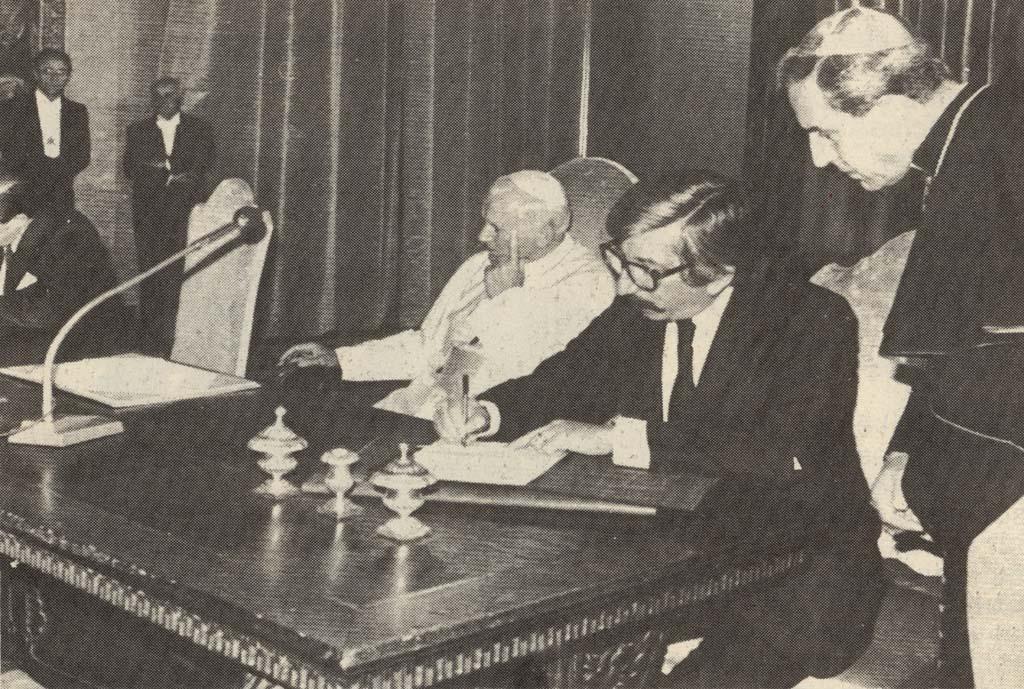
Firma del Tratado de Paz y Amistad entre Argentina y Chile en Ciudad del Vaticano el 29 de noviembre de 1984, merced a la mediación de Juan Pablo II.

En medio del régimen militar, y ante la inminente guerra entre Chile y Argentina por el conflicto del Beagle en 1978, la Santa Sede aceptó mediar entre ambos países para resolver la controversia limítrofe. El papa Juan Pablo II envió al cardenal Antonio Samoré para detener el escalamiento bélico y comprometer a las dos partes a dejar de lado la amenaza y el uso de la fuerza. Luego, Samoré debió encauzar las negociaciones que duraron seis años adaptándose a todos los cambios que ocurrieron en ese lapso de tiempo, y que terminaron con la suscripción del Tratado de Paz y Amistad entre Argentina y Chile. En abril de 1987, el papa Juan Pablo II realizó una visita a Chile, siendo la primera vez que un sumo pontífice visitara la nación sudamericana. Durante su viaje apostólico de seis días, recorrió las ciudades de Santiago, Punta Arenas, Puerto Montt, Concepción, Temuco, Coquimbo y Antofagasta.
Recuperada la democracia en Chile, las relaciones bilaterales se vieron fortalecidas con la visita de Estado que efectuó al Vaticano en abril de 1991 el presidente chileno Patricio Aylwin. La canonización de la primera santa chilena, Teresa de Los Andes, en marzo de 1993, contribuyó al estrechamiento de las relaciones entre la Santa Sede y el Gobierno de Chile. A la ceremonia de canonización asistió una misión especial chilena de alto nivel, encabezada por el presidente del Senado, Gabriel Valdés, e integrada, entre otras personalidades, por la primera dama Leonor Oyarzún.

### SigloXXI

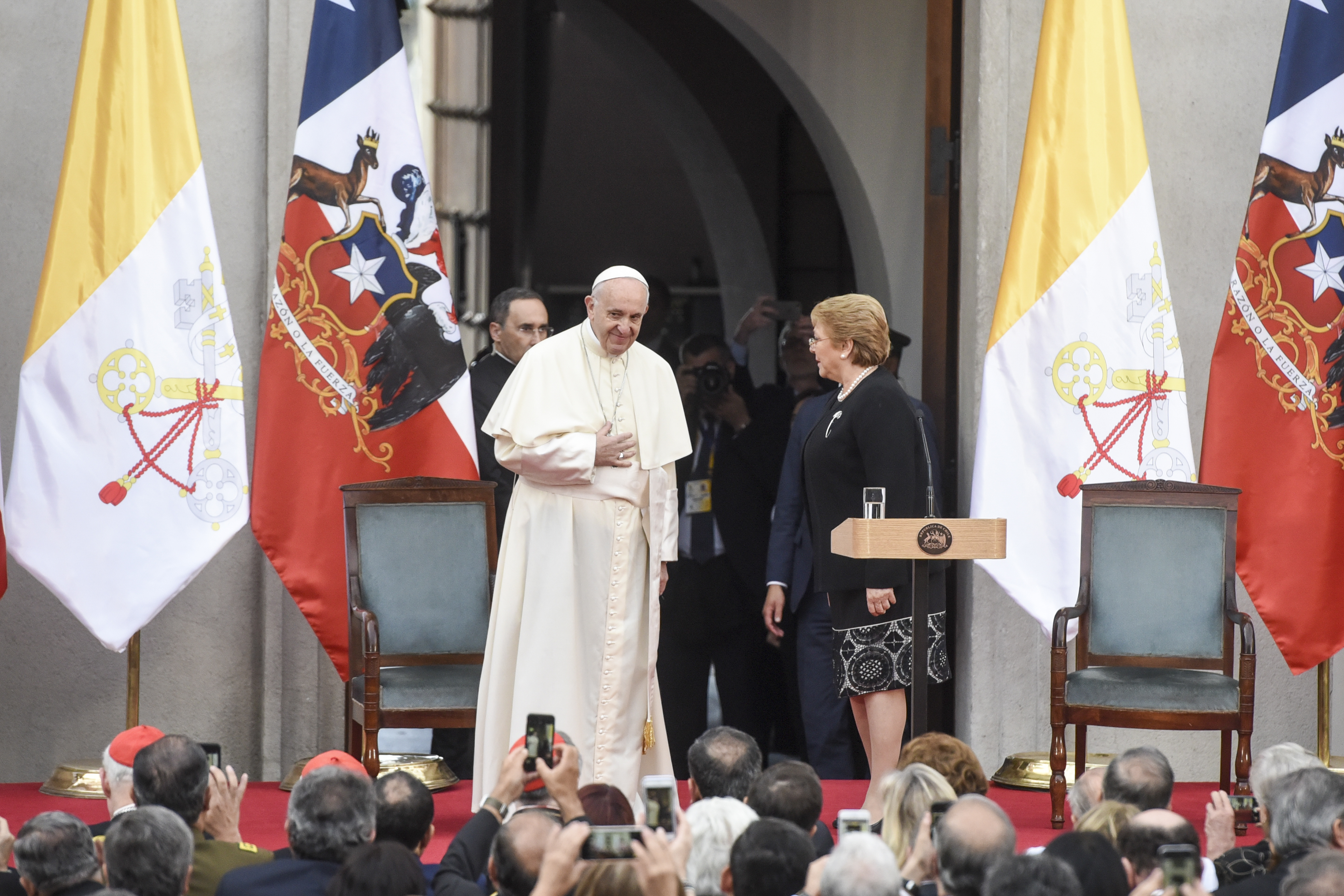
La presidenta Michelle Bachelet y el papa Francisco en el Palacio de La Moneda, en el marco de la visita de Estado que efectuó el pontífice a Chile en enero de 2018.

En octubre de 2005, el presidente chileno, Ricardo Lagos y una importante comitiva oficial asistieron al Vaticano a la canonización del padre Alberto Hurtado. La presidenta Michelle Bachelet realizó una visita oficial a la Santa Sede el 18 de octubre de 2007, oportunidad en que se entrevistó con el papa Benedicto XVI y con el Secretario de Estado, cardenal Tarcisio Bertone. Cuatro años después, una comitiva encabezada por el presidente Sebastián Piñera realizó una visita de Estado al Vaticano, reuniéndose con Benedicto XVI.
Entre el 15 y el 18 de enero de 2018, el papa Francisco realizó una visita a Chile, oportunidad en que recorrió las ciudades de Santiago, Temuco e Iquique.

## Misiones diplomáticas
- Chile cuenta con una embajada ante la Santa Sede en Roma.
- La Santa Sede cuenta con una nunciatura apostólica en Santiago de Chile.